# Lavilleneuve
Lavilleneuve és un municipi francès situat al departament de l'Alt Marne i a la regió del Gran Est. L'any 2007 tenia 73 habitants.

## Demografia

### Població
El 2007 la població de fet de Lavilleneuve era de 73 persones. Hi havia 32 famílies de les quals 8 eren unipersonals (8 dones vivint soles i 8 dones vivint soles), 12 parelles sense fills, 8 parelles amb fills i 4 famílies monoparentals amb fills.
La població ha evolucionat segons el següent gràfic:
Habitants censats

### Habitatges
El 2007 hi havia 40 habitatges, 33 eren l'habitatge principal de la família, 2 eren segones residències i 5 estaven desocupats. Tots els 40 habitatges eren cases. Dels 33 habitatges principals, 31 estaven ocupats pels seus propietaris, 1 estava llogat i ocupat pels llogaters i 1 estava cedit a títol gratuït; 4 tenien dues cambres, 5 en tenien tres, 5 en tenien quatre i 19 en tenien cinc o més. 21 habitatges disposaven pel capbaix d'una plaça de pàrquing. A 13 habitatges hi havia un automòbil i a 13 n'hi havia dos o més.

### Piràmide de població
La piràmide de població per edats i sexe el 2009 era:
| Homes | Edats   | Dones |
| ----- | ------- | ----- |
| 0     | 95 o +  | 0     |
| 0     | 90 a 94 | 0     |
| 4     | 85 a 89 | 0     |
| 0     | 80 a 84 | 0     |
| 4     | 75 a 79 | 8     |
| 0     | 70 a 74 | 0     |
| 0     | 65 a 69 | 4     |
| 8     | 60 a 64 | 0     |
| 0     | 55 a 59 | 0     |
| 0     | 50 a 54 | 0     |
| 0     | 45 a 49 | 4     |
| 8     | 40 a 44 | 8     |
| 4     | 35 a 39 | 0     |
| 0     | 30 a 34 | 4     |
| 0     | 25 a 29 | 0     |
| 0     | 20 a 24 | 4     |
| 4     | 15 a 19 | 0     |
| 4     | 10 a 14 | 4     |
| 0     | 5 a 9   | 0     |
| 0     | 0 a 4   | 0     |

## Economia
El 2007 la població en edat de treballar era de 46 persones, 32 eren actives i 14 eren inactives. De les 32 persones actives 29 estaven ocupades (16 homes i 13 dones) i 3 estaven aturades (1 home i 2 dones). De les 14 persones inactives 3 estaven jubilades, 5 estaven estudiant i 6 estaven classificades com a «altres inactius».
Activitats econòmiques
L'any 2000 a Lavilleneuve hi havia 5 explotacions agrícoles.

## Poblacions més properes
El següent diagrama mostra les poblacions més properes.